# Litomyšl-Nedošín (železniční zastávka)
Litomyšl-Nedošín je železniční zastávka na území města Litomyšle v Pardubickém kraji. Nachází se v severní části vesnice Nedošín, necelý kilometr východně od návrší, na kterém se rozkládá přírodní památka Nedošínský háj.

## Popis
Stanice je dvanáctou zastávkou jednokolejné regionální dráhy z Chocně přes Vysoké Mýto, v jízdním řádu pro cestující uváděné pod číslem 018, a to na kilometru 21,4. Je součástí místního integrovaného dopravního systému. Pravidelnou osobní dopravu provozují České dráhy.

## Služby
Ve stanici není možné koupit jízdenky, cestujícím je však k dispozici přístřešek. Severně od stanice, na hlavní silnici mezi Litomyšlí a Vysokým Mýtem, je zastávka autobusové linky „Litomyšl, Nedošín, rozc.0.3 “. Jižně od stanice se nachází zastávka linky MHD číslo 10 „Nedošín, na obrátce“.